# Afsnee
Afsnee är en ort i Belgien.   Den ligger i provinsen Östflandern och regionen Flandern, i den nordvästra delen av landet, 50 kilometer väster om huvudstaden Bryssel. Afsnee ligger 8 meter över havet och antalet invånare är 1 446.
Terrängen runt Afsnee är mycket platt. Runt Afsnee är det tätbefolkat, med 331 invånare per kvadratkilometer.. Närmaste större samhälle är Gent, 4,1 kilometer nordost om Afsnee. 
Omgivningarna runt Afsnee är en mosaik av jordbruksmark och naturlig växtlighet.